# Плетенко, Олег Сергеевич
Олег Сергеевич Плетенко (31 августа 1934, Одесса — 14 февраля 2005, Екатеринбург) — советский оперный певец (лирико-драматический тенор), народный артист РСФСР.

## Биография
Родился 31 августа 1934 года в Одессе. Многие годы пел в художественной самодеятельности.
С 1955 года выступал в ансамбле песни и пляски Уральского военного округа, с 1956 года был солист ансамбля. В 1962—1967 годах служил в ансамбле песни и пляски Группы советских войск в Германии, где увлекся оперой, посещая немецкие театры.
С 1968 года был солистом Свердловского театра оперы и балета, где дебютировал с партией Каварадосси. Вёл концертную деятельность.
Умер 14 февраля 2005 года в Екатеринбурге, похоронен на Широкореченском кладбище.

## Награды и премии
- Заслуженный артист РСФСР (16.12.1977).
- Народный артист РСФСР (10.01.1980).

## Партии в операх
- «Евгений Онегин» Пётр Чайковский — Ленский
- «Пиковая дама» Пётр Чайковский — Герман
- «Иоланта» Пётр Чайковский — Водемон
- «Псковитянка» Николай Римский-Корсаков — Михайло Туча
- «Майская ночь» Николай Римский-Корсаков — Левко
- «Борис Годунов» Модест Мусоргский — Юродивый, Шуйский
- «Князь Игорь» Александр Бородин — Владимир Игоревич
- «Фауст» Шарль Гуно — Фауст
- ««Кармен» Бизе — Хозе
- «Искатели жемчуга» Бизе — Надир
- «Аида» Верди — Радамес
- «Отелло» Верди — Отелло
- «Турандот» Джакомо Пуччини — принц Калаф
- «Сила судьбы» Верди — Альваро
- «Богема» Джакомо Пуччини — Рудольф
- «Тоска» Джакомо Пуччини — Каварадосси
- «Паяцы» Руджеро Леонкавалло — Канио
- «Сельская честь» Пьетро Масканьи — Туридду
- «Петр I» Петрова — Меньшиков
- «Русская женщина» Молчанова — Жан
- «Катерина Измайлова» Дмитрия Шостаковича — Сергей